# Hildenhausen
Hildenhausen ist die Wüstung eines Dorfes in der Gemarkung Harreshausen der Stadt Babenhausen im
südhessischen Landkreis Darmstadt-Dieburg.

## Lage
Die Wüstung liegt auf 129 m über NN, 1 km nordöstlich von Harreshausen in der Flur „Am Hildenhäuser Weg“.

## Geschichte
Die älteste erhaltene Erwähnung von Hildenhausen stammt aus dem Jahr 1248. In erhaltenen Urkunden wurde X unter den folgenden Namen erwähnt (in Klammern das Jahr der Erwähnung):
- Hildenhusin (1248)
- Hildenhusen (1317)
- Hyldenhüsen (1342)
- Hildenhusen (1382)
- Hildenhusen (1408)
- Hyeldenhusen (1447)

Das Dorf gelangte vermutlich durch die Heirat von Adelheid von Münzenberg, Tochter Ulrichs I. von Münzenberg, mit Reinhard I. von Hanau, die vor 1245 stattfand (das genaue Jahr ist nicht überliefert), in Hanauer Besitz. Es gehörte zum Amt Babenhausen der Herrschaft Hanau. Außerdem gehörte es zur Mark Babenhausen und zum Gericht Altdorf.
Um 1407 wurde das Dorf zerstört und die Einwohner mussten auf Weisung der Landesherrschaft nach Harreshausen ziehen und dort bauen.